# バイベル・パラーデ小体
バイベル・パラーデ小体は血管、心臓を裏打ちする血管内皮細胞に存在する貯蔵顆粒である。主に2つの物質、ヴォン・ヴィレブランド因子とP-セレクチンの貯蔵、放出を行う。これらはそれぞれ止血と炎症に関与する。名前は1964年にこれを発見した2人の科学者に由来する。

## 成分
ヴォン・ヴィレブランド因子(vWF)は多量体タンパク質であり、血液凝固因子の一つである。もう1つの P-セレクチンは血管内皮の炎症に際して白血球を誘引、血管外への遊走を許し、感染や傷のある場所まで移動できるようにする。
他には、インターロイキン-8・エオタキシン-3・エンドセリン-1・アンジオポエチン-2・オステオプロテゲリンなどのケモカイン、CD63/lamp3・α-1,3-フコシルトランスフェラーゼVIなどのテトラスパニンが確認されている。

## 臨床
主にヒトの遺伝的疾患によって注目される。vWFの変異はよく見られる遺伝性血液凝固異常症、ヴォン・ヴィレブランド病(VWD)を引き起こす。VWDが人口の1%に上る人口集団もあり、皮膚粘膜からの出血が長引くことが特徴である。III型VWDは血友病にも似た大出血を起こす。vWFは、一次止血では血小板を傷口に集め、二次止血では凝固因子VIII(FVIII)のシャペロンとして機能する。

## 生産
多量体vWFは二量体vWFからゴルジ体で組み立てられ、脂質二重膜に包まれて輸送される。また、血小板のα顆粒もvWFを含むが、バイベル・パラーデ小体の方が主要であると考えられている。

## 沿革
1964年、スイスの解剖学者w:Ewald Weibelとルーマニアの生理学者ジョージ・エミール・パラーデ によって発見された。1974年、パラーデは細胞小器官の機能に関する研究によってノーベル生理学・医学賞を授与された。

## 参照
- w:Endothelial activation